# Châlons-du-Maine
Châlons-du-Maine è un comune francese di 628 abitanti situato nel dipartimento della Mayenne nella regione dei Paesi della Loira.

## Società

### Evoluzione demografica
Abitanti censiti